# Von Mäusen und Menschen (1992)
Von Mäusen und Menschen ist ein 1992 entstandener Film. Seine Hauptdarsteller sind John Malkovich und Gary Sinise, Sinise führte auch Regie. Der Kinofilm war bereits die dritte US-amerikanische filmische Umsetzung des gleichnamigen Romans von John Steinbeck. Eine erste Umsetzung wurde 1939 von Lewis Milestone als Kinofilm gedreht, 1972 eine weitere als TV-Fassung.

## Handlung
Der Film, der während der Weltwirtschaftskrise spielt, erzählt die Geschichte der beiden Wanderarbeiter George Milton und Lennie Small, die durch ganz Kalifornien ziehen. Sie wollen so das Geld zusammenbringen, um sich gemeinsam ein kleines Häuschen mit etwas Land zu kaufen.
Die beiden Wanderarbeiter treffen auf einer Farm in Soledad, Kalifornien, ein. Sie mussten zuvor von ihrer alten Arbeitsstelle in Weed flüchten, weil dem starken, aber geistig zurückgebliebenen Lennie eine versuchte Vergewaltigung vorgeworfen wurde. In seinem zwanghaften Verlangen, weiche Dinge zu berühren, hatte er das Kleid einer jungen Frau zerrissen.
Auf der Farm scheinen sie ihrem Traum ein Stück näher zu kommen, als Candy, ein alter, einarmiger Farmhelfer anbietet, mit Lennie und George das Geld zusammenzulegen, um das Haus zu kaufen.
Der Traum zerplatzt, als Lennie aus Versehen die junge und attraktive Frau von Curley, dem Sohn des Farmbesitzers, tötet. Er wollte ihre Haare streicheln und bricht ihr das Genick, als sie sich gegen sein heftiges Streicheln wehren will. Als ihr Tod bekannt wird, rottet sich ein Mob zusammen, angeführt von Curley.
George, der desillusioniert ist, was seine Träume und Chancen angeht, sucht ebenfalls nach Lennie. Als er ihn findet, erschießt er ihn, um ihm einen schmerzhaften Tod in den Händen des Mobs zu ersparen. In der Schlussszene sieht man George alleine in einem leeren Eisenbahnwaggon durch die Nacht fahren.

## Kritik
„Ein gefühlvoller Film, der anrührt und fasziniert, ohne je kitschig zu werden. In der eher schlicht entwickelten Handlung kann er sich vor allem auf einen hervorragenden Hauptdarsteller verlassen.“